# Ke Jie
Pour les articles homonymes, voir Ke.
Ke Jie (柯洁), né le 2 août 1997 à Lishui, est un joueur de go professionnel chinois. Classé 9e Dan professionnel (9p) depuis sa première victoire internationale à la Coupe Bailing de janvier 2015, il a battu plusieurs fois le champion Lee Sedol, et il est considéré comme la «nouvelle superstar» du go, le numéro un mondial,. Le CEO de DeepMind, Demis Hassabis, a déclaré qu'il voulait que Ke Jie soit le prochain joueur professionnel de go à se confronter au programme AlphaGo, qui a remporté en octobre 2015 un match face à Fan Hui (5 victoires à 0) et en mars 2016 un autre face à Lee Sedol (sur le score de 4 victoires à 1). Après la première partie perdue par Lee Sedol contre AlphaGo, Ke Jie s'est vanté sur Weibo que lui ne pourrait pas être vaincu par le programme, mais il s'est ensuite rétracté après avoir constaté le niveau de jeu d'AlphaGo dans les deux parties suivantes.
Il a finalement l'occasion de jouer contre AlphaGo lors du Future of Go Summit, dans une rencontre en trois matchs organisée par DeepMind. Ke Jie perd le premier match le 23 mai 2017 de 0,5 point puis le deuxième, le 25 mai 2017, ainsi que le troisième, par abandon.